# Xuefeng Shan
Xuefeng Shan (chinesisch 雪峰山, Pinyin Xuěfēng Shān – „Schneegipfel-Berge“) ist eine Bergkette in Zentral- und Südwest-Hunan in der Volksrepublik China, die sich in etwa von Nordosten nach Südwesten erstreckt. Sie hat eine Länge von etwa 350 km, eine Breite von etwa 80–120 km und eine durchschnittliche Höhe von 1000 bis 1500 m. Sie grenzt im Norden an die Ebene des Dongting-Sees, im Süden an das Nanling-Gebirge, und trennt das Yunnan-Guizhou-Plateau im Westen vom Jiangnan-Hügelland im Osten. Die Bergkette bildet die Wasserscheide zwischen den Flüssen Yuan Jiang und Zi Shui.